# Téléphone sans fil
Ne doit pas être confondu avec TSF ou Télégraphie sans fil.
Un téléphone sans fil est un téléphone, à portée limitée, qui permet des déplacements dans une habitation ou une entreprise (portée maximum de 100  à   300 m, en terrain dégagé).
Il est généralement constitué d'une base, connectée au réseau téléphonique contenant un émetteur / récepteur radio, et d'un ou plusieurs « combinés » ou « mobiles » munis d'un microphone et d'un écouteur permettant la conversation. 

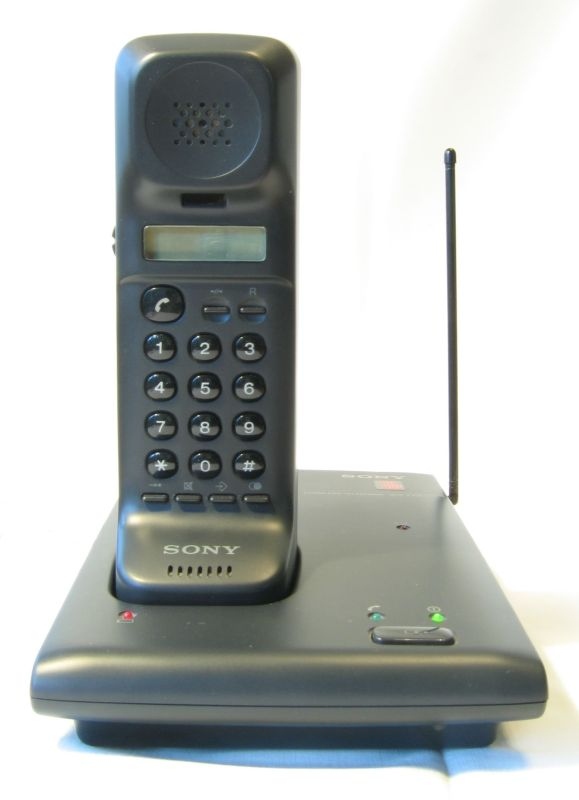
Téléphone sans fil Sony SPP-E100 au standard européen CT1+, commercialisé en 1991.

Cordless Telephony ou Cordless Telephone (CT) est le nom générique, en anglais, des téléphones sans fil.

## Historique
- 1980 CT0  analogique, 12  à   15 canaux, environ 30 MHz montée ; environ 40 MHz descente (dépend des pays)
- 1984 CT1  analogique, 40 canaux, 900 MHz 914-915 MHz montée ; 959–960 MHz descente
- 1987 CT1+ analogique, 80 canaux, 900 MHz (885 – 887 / 930–932 MHz)
- 1989 CT2  numérique, 40 canaux de 0,1 MHz, ADPCM G.721, 860 MHz, (864–868 MHz)
- 1991 CT2/CAI (norme ETSI : ETS 300-131)
- 1991 DECT numérique, 10 canaux de 1,7 MHz, ADPCM G.721, 1,9 GHz, (normes ETSI : ETSI EN 300-175 et ETSI TS 102527)
- 1995 commercialisation en France des téléphones Bi-Bop ; du réseau Pointel (par France Télécom)

## CT0
Cordless Telephone Generation 0 est une norme de radiotéléphonie sans fil qui était utilisée en Grande-Bretagne, en France et en Espagne avec des variantes techniques, surtout au niveau des fréquences utilisées.
Initialement introduits en Amérique du Nord et dans la région Pacifique, les téléphones CT0 ont été, peu à peu, autorisés en Europe.
Les bandes de fréquences étant différentes selon les pays, un téléphone CT0 n'est autorisé que dans le pays où il est agréé.
La technologie CT0 est analogique, basée sur une transmission FM de la parole, sur une fréquence différente dans chaque sens. Du fait des fréquences utilisées (quelques dizaines de MHz), les antennes sont relativement plus longues que pour les autres technologies de téléphone sans fil (et sont souvent télescopiques), ce qui permet en général d'identifier les téléphones CT0.
Allocation de fréquence :
Les premiers postes utilisaient un couple de fréquence (canal) fixé en usine (en France, 5 puis 10 couples). Quand la densité a augmenté, les cas d'interférence ont également augmenté. Il s'est avéré nécessaire de passer à une allocation dynamique de canal (en France, parmi 15 canaux), sur la base du niveau de signal reçu. Ces postes ont été appelés « multicanaux ». En Amérique du Nord, le choix de canal pouvait être manuel.
Sécurité :
Pour assurer la sécurité au niveau de l'utilisation et éviter les interactions entre téléphones, un codage de sécurité a été rapidement rendu obligatoire par les normes (en France, minimum 10 000 codes).
Confidentialité :
La transmission étant analogique, l'utilisation d'un scanner radio permet relativement facilement d'effectuer des écoutes de communication. Pour cette raison des systèmes de brouillage (voir brouilleur) ont été intégrés dans les téléphones. La confidentialité est cependant beaucoup moins bien assurée que dans les systèmes numériques.

## CT1
Cordless Telephone Generation 1, est une évolution de la norme CT0 de téléphonie sans fil, utilisée en Allemagne et les pays scandinaves. Cette norme a été normalisée par la CEPT.
CT1 est une norme pour des téléphones sans fil analogiques. En 1984, le CEPT a adopté la norme CT1 comme première norme européenne de ce genre, et elle a été reconnue par onze pays européens.
CT1 travaille à 914–915 MHz (en émission - mobile vers station -) et à 959–960 MHz (en réception). 40 canaux, espacés de 25 kHz, sont définis. Précisément transmission du mobile  de 914,0125 MHz à 914,9875 MHz et réception du mobile 959,0125 MHz à 959,9875 MHz.
Comme la bande de fréquence recouvre celle du GSM dans les pays qui l'utilise, les canaux GSM 120 à 124 ne pouvaient pas être utilisés. Ces fréquences ont toutefois été complètement allouées au GSM, au 1er janvier 1998. Depuis cette date, on n'autorise plus d'appareils CT1 en Allemagne.
Au Royaume-Uni une norme différente UK CT1 utilise des fréquences quasi identiques à celles des USA pour diminuer le coût des appareils. Cette norme offrait 8 canaux : émission du mobile de 47,45625 MHz à 47,54375 MHz (espacement de 12,5 kHz) et réception mobile, donc émission base, de 1642 MHz à 1782 MHz (espacement 20 kHz).
De même en France une norme F CT1 NF C 98-220 fut appliquée qui ressemble à la norme UK CT1. Les spécifications sont celle-ci... 15 canaux espacés de 12,5 kHz, avec pour l'émission du mobile les fréquences de 41,3125 MHz à 41,4875 MHz et pour la réception par le mobile de 26,3125 MHz à  26,4875 MHz. Elle reprend la norme CT0 en vigueur en France.
Ils ont été commercialisés en France jusqu'en 1999. C'est France Télécom qui a mis sur le marché le dernier modèle de F CT1, l'Amarys 2200 SF qui a eu un grand succès, avant d'être remplacé par les gammes de DECT.

## CT1+
En Belgique, en Allemagne, au Luxembourg et en Suisse 80 autres canaux de fréquences ont été libérés à 885–887 MHz (émission) et à 930–932 MHz (réception). Cet élargissement est désigné par le terme CT1+.
Le permis d'utilisation pour les appareils CT1+ a expiré en Allemagne le 31 décembre 2008.
Les appareils analogiques CT1 et CT1+ ont été, en Europe, de plus en plus remplacés par les appareils DECT, dont le marché ne cesse de grandir.

## CT2
Cordless Telephone Generation 2, évolution de la norme CT1, CT2 est une norme de téléphonie sans fil normalisée au niveau européen par l’ETSI.

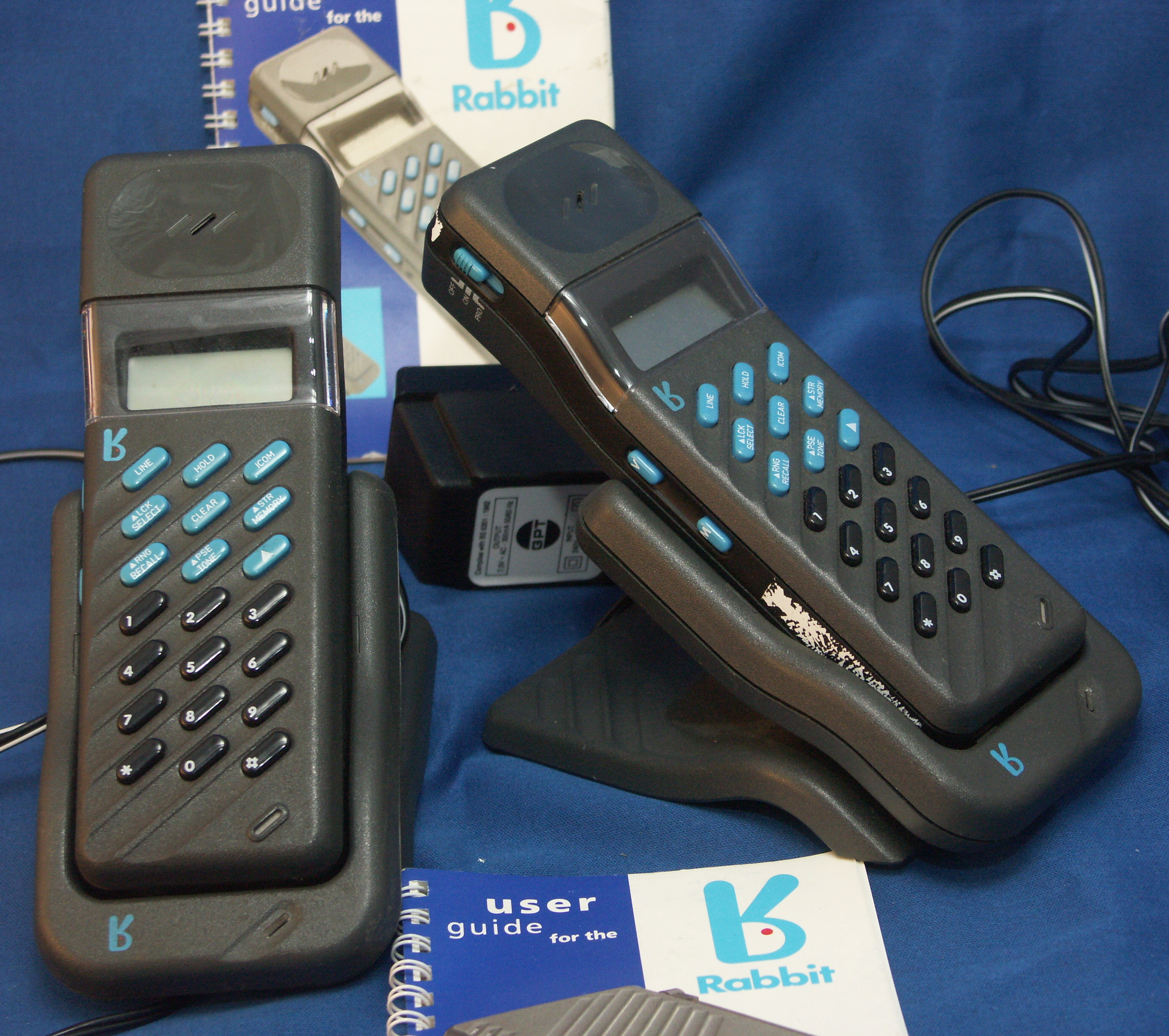
Téléphone CT2 Rabbit.

CT2 est le nom générique commun pour la norme MPT1375 britannique, la première norme numérique pour des téléphones sans fil.
Caractéristiques :
Le poste de base et le poste mobile envoient sur la même fréquence à des temps différents (time division duplex, TDD)
- plage de fréquences 864–868 MHz
- durée de trame de 2 ms
- deux tranches de temps, de 1 ms chacune, par trame
- codage ADPCM, selon G.721, à 32 kbit/s

Normalisation en 1985 en Grande-Bretagne, puis extension à beaucoup d'autres pays.
Le CT2 a servi de base au système Bi-Bop en France.
Mais dès lors, les appareils CT2 ont été et sont remplacés sur le marché par des téléphones DECT.

## CT2/CAI
Common air interface

## CT3
Cordless Telephone Generation 3, évolution de la norme CT2 de téléphonie sans fil numérique. Cette norme porte aussi le nom de DCT900.

## DECT
Digital Enhanced Cordless Telecommunication

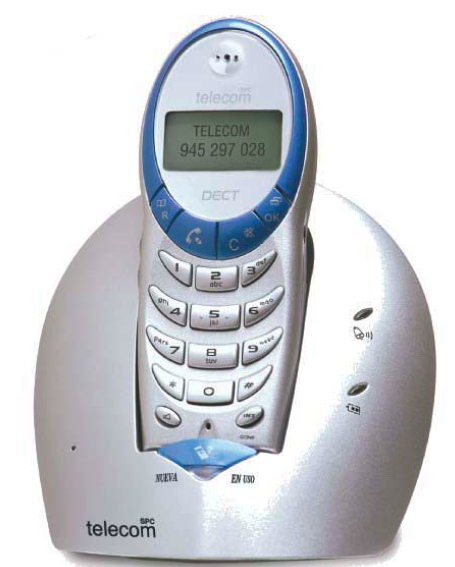
Téléphone DECT.

C'est la norme qui a supplanté toutes les précédentes pour la téléphonie domestique en Europe (2006).
En raison de leur fonctionnement numérique, utilisant des pulsations de basse fréquence (100 Hz) sur une porteuse de 1,9 GHz, les téléphones de ce type sont dénoncés par des associations en France comme présentant des dangers pour la santé, à l'instar des téléphones mobiles.
Ils sont accusés entre autres de provoquer des irrégularités cardiaques.

## Wi-Fi
La norme Wi-Fi commence (en 2008) à être utilisée de façon plus répandue pour les communications vocales.
Des « Wifiphones » permettent de se connecter à un accès Internet pour communiquer en utilisant différents services réseaux de voix sur IP (VoIP) :
- SIP ;
- Skype.

Une certaine convergence avec les réseaux de téléphonie mobile se profile avec l'apparition de téléphones mixtes GSM/Wi-Fi, permettant de communiquer via son accès Internet quand on est chez soi, et via le réseau GSM en dehors. C’est le cas pour un très grand nombre des smartphones vendus depuis le début des années 2010.